# 大阪教育大学附属池田小学校
大阪教育大学附属池田小学校（おおさかきょういくだいがくふぞく いけだしょうがっこう）は、大阪府池田市緑丘にある国立小学校。大阪教育大学附属の附属学校である。略称は、「附小（ふしょう）」「池附（いけふ）」「池小（いけしょう、大学内での略称）」。

## 概要
1909年に開校した。学校教育法に基づく初等普通教育を行うとともに、大阪教育大学の附属学校として教育の実践的な研究や、教育実習生の受け入れなどを行っている。
2001年に児童殺傷事件（附属池田小事件を参照）が発生したことを踏まえ、道徳教育や学校安全の研究・教育にも力を入れている。
2002年には学校災害特別研究児童の受け入れを開始した。学校災害による兄弟姉妹が死亡した児童の発達過程と支援のあり方を研究して教育的実践をおこなっており、2009年4月には文部科学省から「安全科」を設置する教育課程特例校に指定された。
2010年3月には「安全な環境づくりを進める学校」として世界保健機関 (WHO) の「 International Safe School （インターナショナルセーフスクール、ISS）」認証を受けた。
学習指導は、基本的に学級担任が行っているが、専科担任による授業も多い。学年が上がるに連れ、専科授業が多くなる。
現在のキャンパスは、緑丘の丘陵地に2棟の校舎と体育館、芝生広場、運動場、プール、自然観察園を配している。警備員を配置した正門、可視化を図った校舎、非常用押しボタンの設置など、事件の再発を防ぐための安全設備が整った環境にあり、学校安全設備のモデル校となっている。
同じキャンパス内には、大阪教育大学附属池田中学校、大阪教育大学附属高等学校池田校舎が併設されている。
通学区域は、大阪府北部の大阪市淀川区、池田市、豊中市、箕面市、吹田市と兵庫県南東部の川西市、伊丹市、宝塚市、猪名川町のうち、学校が指定する地域で、通学手段は徒歩または公共交通機関に限る。
1996年より7月と3月に帰国児童・外国籍児童の編入を募集しており、対象は第3学年からで、最大6名を編入する。外国での生活経験から得た文化・言語・価値観を生活の中で生かして日本の文化や習慣を理解する。
校歌は作詞者不明。小部卯八作曲。池田師範学校校歌（1918年制定）をそのまま校歌としている。隣接する附属池田中学校も同じ校歌である。校章は1911年に制定。池田の土地は早くから拓け、特に呉服、綾羽などの機織りの地名が現存していることから、校章の外枠は糸巻きを図案化している。その糸巻きの中心「附」を配し、永遠に糸が切れることなく続く意味を持たせている。

## 沿革
1909年に豊能郡池田町立池田尋常高等小学校（現在の池田市立池田小学校）の一部4学級を、大阪府池田師範学校附属小学校の代用附属小学校にする形で創立した。1919年には代用を廃止し、大阪府池田師範学校附属小学校に改称して池田町建石に独立の校舎を設置した。1939年には池田市城南町60番地に移転している。
1941年には国民学校令により、大阪府池田師範学校附属国民学校に改称した。1943年には師範教育令により、師範学校が府立から官立に移管されることになり、附属国民学校も官立の大阪第二師範学校附属国民学校へと改編した。
1947年の学制改革により、新制の大阪第二師範学校附属小学校へと改称した。なお旧制国民学校高等科は学制改革により廃止され、高等科の生徒は新制の附属中学校の母体となる形となった。
学制改革により旧制大阪第二師範学校から新制大阪学芸大学に移行し、その間に移行期間として旧制学校と新制学校が併存する期間があったことから、1949年に一時期大阪学芸大学大阪第二師範学校附属小学校の名称となったのち、1951年に大阪学芸大学附属池田小学校となった。
1953年に現在地へ移転した。1956年に大阪学芸大学附属高等学校池田校舎が設立され、1957年に大阪学芸大学附属池田中学校が池田市城山1002番地から移転し、小・中・高がそろった形となった。
大学の改称により、1967年に大阪教育大学附属池田小学校に改称した。

### 附属池田小事件
2001年6月8日、附属池田小事件が発生した。事件直後より約2ヶ月間臨時休校となったのち、同年8月27日より、旧大阪教育大学池田分校跡地（池田市城南3-1-1）に設置された仮設校舎に移転して授業をおこなった。事件のあった校舎は現地建て替えが進められ、2004年に改築した校舎に復帰した。
2004年6月8日に旧正門の近くに、祈りと誓いの塔（犠牲8児童に祈り、再発防止を誓う）を建立。以来、毎年6月8日に塔の周辺で、全校児童や教職員・保護者が参加し、祈りと誓いの集いを開いている。旧正門の外に、市民向けの銘文碑も設置し、時計台と塔と銘文碑を直線で結ぶように配置。校外から一般市民も塔に向け祈りやすくなっている。
また、現在でも定期的に不審者対応訓練を実施しており、教育実習生や転任してきた教職員、一般向けに公開されている。映像はインターネット上でも閲覧できる。

### 年表
- 1909年4月12日 - 池田尋常高等小学校（現・池田市立池田小学校。池田町建石）の一部を代用附属小学校として創立
- 1919年3月31日 - 池田尋常高等小学校の代用を廃止し、大阪府池田師範学校附属小学校と改称
- 1939年8月22日 - 池田市城南町60番へ移転。
- 1941年4月1日 - 国民学校令により、大阪府池田師範学校附属国民学校に改称
- 1943年4月1日 - 師範学校の官立（国立）移管により、大阪第二師範学校附属国民学校に改称
- 1946年4月1日 - 大阪第二師範男子部附属国民学校に改称
- 1947年4月1日 - 学制改革に伴い、大阪第二師範学校附属小学校と改称
- 1949年5月31日 - 大阪学芸大学大阪第二師範学校附属小学校に改称
- 1950年10月24日 - 大阪学芸大学池田分校（大阪第二師範学校男子部）内（東棟）に移転
- 1951年4月1日 - 大阪学芸大学附属池田小学校に改称
- 1953年10月19日 - 2年生以上の児童が、池田市下渋谷501番（現・池田市緑丘、現校地）に移転
- 1955年1月10日 - 残る1年生が移転し、移転を完了
- 1967年6月1日 - 大学の改称に伴い、大阪教育大学附属池田小学校に改称
- 1973年4月1日 - 大阪教育大学教育学部附属池田小学校に改称
- 1988年4月1日 - 文部省の生活科推進指定校となる（3年間）
- 2001年6月8日 - 侵入男による児童殺傷事件が発生。
- 2004年4月1日 - 独立行政法人化に伴い、大阪教育大学附属池田小学校に改称。仮設校舎から復帰（池田市緑丘の現校舎）
- 2009年2月23日 - 文部科学省より、安全科を設置の教育課程特例校に指定（同年4月より実施）
- 2010年3月5日 - 世界保健機関（WHO）より、日本で最初のISS（インターナショナルセーフスクール）に認証
- 2018年5月17日 - 文部科学省より、次世代の教育情報化推進事業を委託

## 出身者

### 政治
- 原田憲 - 元衆議院議員
- 原田憲治 - 元衆議院議員

### 司法
- 中村慎 - 最高裁判所判事

### 財界・経済
- 安藤宏基 - 日清食品ホールディングス代表取締役社長 (CEO)
- 小林公一 - 宝塚音楽学校校長。宝塚歌劇団理事（元理事長）。阪急阪神ホールディングス元取締役
- 佐治敬三 - サントリー（現・サントリーホールディングス）代表取締役会長
- 角和夫 - 阪急阪神ホールディングス代表取締役会長グループCEO。宝塚音楽学校理事長
- 西川りゅうじん - マーケティングコンサルタント
- 藤洋作 - 関西電力元代表取締役社長。電気事業連合会元会長

### 学者・医師
- 岩田久二雄 - 生物学者
- 川島康生 - 国立循環器病センター名誉総長。大阪大学名誉教授

### 芸能・芸術
- 初代・有馬稲子 - 元宝塚少女歌劇団男役・日本舞踊家
- 池辺愛 - お笑いタレント・モエヤン
- いしだあゆみ - 歌手・女優
- 小林祥子 - TBSプロデューサー
- 永井一郎 - 声優
- 手塚治虫 - 漫画家

### スポーツ
- 石田治子 - 元フィギュアスケート選手

## 備考
- 出身者である漫画家・手塚治虫は1988年（昭和63年）11月1日、この学校で「命」をテーマにした生前最後の講演を児童対象におこなった。
- 同じ阪急宝塚沿線の雲雀丘学園小学校は、戦後、入学試験がアメリカ進駐軍の指導で抽選となったため、附属池田小に入学できなかった保護者の要望に基づき設立された。また、当時、附属池田小から教職員数名が雲雀丘学園に異動し、創立・発展に尽力しており、雲雀丘学園を本校の兄弟校と称する場合がある。